# Tân Doanh

Vị trí tại Đài Nam

Tân Doanh (tiếng Trung: 新營區; bính âm Hán ngữ: Xinying Qu; bính âm thông dụng: Sinying Cyu; Wade–Giles: Hsin-ying chu) là một khu (quận) của thành phố Đài Nam, Trung Hoa Dân Quốc (Đài Loan). Ngành công nghiệp đường đóng vai trò quan trọng trong nền kinh tế của quận. Tân Doanh có diện tích 38,5386 km², dân số vào tháng 8 năm 2011 là 78.462 người trong 27.483 hộ gia đình, mật độ cư trú đạt 2035,9 người/km².